# العلاقات الإيرانية الكويتية
شهدت العلاقات الثنائية بين إيران والكويت عبر مراحل تطورها حالات من الصعود والهبوط شأنها شأن العلاقات الدولية عامة، وقد كانت مسيرة تلك العلاقات إيجابية في أغلب مراحلها. بشكلٍ عام تتسم العلاقات بالوديّة ما بين البلدين مع مراعاة أخذ الحيطة والحذر والمطالبة بعدم التدخل في الشؤون الداخلية إذ حذر أمير دولة الكويت صباح الأحمد الجابر الصباح إيران من التدخل في الشؤون الداخلية في يوليو 2016 وأن عليها مراعاة حسن الجوار.
تبعد الكويت عن إيران وتحديدًا عن الأهواز حوالي 200 كيلومترًا، ولا يوجد للكويت حدود مباشرة مع إيران، بل يفصل بينهما العراق ومياه الخليج العربي. تبعد مدينة المحمرة الإيرانية عن العبدلي في الكويت ما لا يزيد عن الساعتين قيادة -مرورًا بالعراق-.
تستضيف إيران حوالي 200,000 زائر كويتي لأراضيها سنويًّا. يبلغ حجم التبادل التجاري بين البلدين 150 مليون دولار، هذا المبلغ وصفه وزير التجارة والصناعة الكويتي عبد المحسن المدعج بالأقل كثيرًا من المتوقَّع.
في نوفمبر 2014، قام وفد الصداقة الإيرانية الكويتية بزيارة طهران ووضع برنامج عمل للسنوات المقبلة يتضمن جميع أشكال التعاون والانشطة والفعاليات الاجتماعية والثقافية وآلية عمل لذلك من خلال إنشاء اللجان الخمسة؛ لاجتماعية والقانونية والثقافية والاعلامية والاقتصادية.
في 20 يوليو 2017 خفضت دولة الكويت عدد الدبلوماسيين العاملين في السفارة الإيرانية وأغلقت المكاتب الفنية التابعة للسفارة الإيرانية وجمدت النشاطات المشتركة بينها وبين إيران، هذه الإجراءات أتت بعد هروب خلية العبدلي.

## التاريخ
نالت الكويت استقلالها في 1961، واعترفت إيران بالاستقلال في نفس السنة. فتحت إيران سفارتها في مدينة الكويت في يناير 1962.
في 1973، قالت إيران بأنها ستقف مع الكويت ضد تهديدات العراق وعبَّرت عن استعدادها لإرسال قوات عسكريَّة للكويت. قال رئيس الوزراء الإيراني آنذاك أن إيران لن تسمح لأي تغيير في النظام الجيو-سياسي في المنطقة.
بعد الثورة الإسلامية في 1979، اعترفت الكويت بالنظام الجديد إلا أنها ظلت حذرة ومُترقِّبة حول التطورَّات هناك. زار وزير الخارجية الكويتي آنذاك إيران بعد الثورة حسب قول المحلِّل البحريني أشرف كشك.
بدأت التوترات في العلاقات الإيرانية-الكويتية عند اندلاع الحرب الإيرانية العراقية في سبتمبر 1980؛ وقفت الكويت موقفًا مُحايدًا وطلبت من كلتا الدولتين إنهاء الحرب. قال ولي العهد الكويت آنذاك أن الكويت مُستعدَّة للتوسط بين الدولتين للوصول لتسوية تُرضي كلا الطرفين.
بعد ميل الحرب لصالح إيران، قامت الكويت بدعم العراق بشكل كبير جدًّا؛ ففتحت منافذها للعراق وأعطت العراق قروضًا بلا فائدة بقيمة 4 مليارات دولار أمريكي (تساوي 10 مليارات دولار في 2014). بعد ذلك، أصاب حقل أم العيش الكويتي صاروخ نفت إيران مسؤوليتها عنه، إلى أن طائرة حربية مُتمركزة في السعودية أكَّدت على كونه صادر من إيران.
استمرت العلاقات في أدنى مستوياتها لغاية احتلال العراق للكويت في أغسطس 1990، حيث رفضت إيران الاحتلال وأكَّدت أنها لن تسمح للعراق باحتلال الكويت حتى إذا فشلت الدُول العربية في التعامل مع الموضوع بشكل حاسم. دعت إيران لانسحاب كلّ القوات العراقية من الكويت وشدَّدت على دعمها كل العقوبات الاقتصادية لخروج القوات العراقية من الكويت.
كثرت الزيارات الدبلوماسية بعد وصول الرئيس محمد خاتمي للسلطة في 1997. في نفس السنة، زار وزير الخارجية الإيراني الكويت بهدف تعزيز علاقات إيران مع دول مجلس التعاون الخليجي.
في 2002، زار وزير الدفاع الإيراني الكويت وفي نفس السنة زار المُتحدِّث في مجلس الأمة الكويتي إيران. في 2003، زار وزير الخارجية الكويتي إيران ووقَّع ثلاث اتفاقيَّات تجارية مع إيران.
في 2014، زار أمير الكويت الشيخ صباح الأحمد الصباح طهران، في زيارة وصفها السفير الإيراني في الكويت بـ«النقطة البيضاء في تاريخ البلدين»، كما ثمَّن السفير الكويتي في إيران مجدي الظفيري هذه الزيارة. ذكر أمير الكويت الشيخ صباح الأحمد الصباح أن السيد علي خامنئي مرشد كل المنطقة.
في يوليو 2015 وبعد التوصل إلى الاتفاق النووي الإيراني، هنَّأ أمير الكويت الشيخ صباح الأحمد الصباح المرشد الأعلى للثورة الإسلاميَّة علي خامنئي والرئيس الإيراني حسن روحاني بالاتفاق، معربًا عن تطلعاته لإسهام الاتفاق في تعزيز الأمن والاستقرار في المنطقة ونهضة دول المنطقة، وكذلك فعل ولي العهد الشبخ نواف الأحمد الصباح ورئيس مجلس الوزراء الشيخ جابر المبارك الصباح.
في فبراير 2017، قام الرئيس الإيراني حسن روحاني بزيارة رسميَّة لدولة الكويت، بعد دعوة تلقاها من أمير الكويت الشيخ صباح الأحمد الصباح. كان برفقة روحاني خلال الزيارة كذلك وزير الشؤون الخارجية الإيراني محمد جواد ظريف وغيره من الوزراء وكبار المسؤولين.

## طالع أيضًا
- علاقات إيران الخارجية
- علاقات الكويت الخارجية